# Hölzleinsmühle (Obernzenn)
Hölzleinsmühle ist ein Wohnplatz des Marktes Obernzenn im Landkreis Neustadt an der Aisch-Bad Windsheim (Mittelfranken, Bayern). Der Ort liegt in der Gemarkung Unternzenn.

## Geografie
Die Einöde liegt an der Zenn und am Irlbach, der dort als linker Zufluss in die Zenn mündet. Sie besteht aus drei Wohnhäusern und einem Dutzend Nebengebäuden. Etwa 1 km nordwestlich erhebt sich der Sandbühl (406 m ü. NHN). Der Ort liegt unmittelbar nördlich der Staatsstraße 2413, die nach Unternzenn (0,7 km westlich) bzw. nach Oberaltenbernheim (1,4 km östlich) führt.

## Geschichte
Die Hölzleinsmühle existiert mindestens seit 1715. Sie unterstand Ende des 18. Jahrhunderts dem Rittergut Unternzenn. Nach dem Geographischen, statistisch-topographischen Lexikon von Franken soll die Mühle dem Deutschen Orden unterstanden haben.
Im Rahmen des Gemeindeedikts wurde Hölzleinsmühle dem 1808 gebildeten Steuerdistrikt Unternzenn und der 1811 gebildeten Ruralgemeinde Unternzenn zugeordnet. Nach 1888 wurde die Mühle zu Unternzenn gezählt. Am 1. Januar 1978 wurde Frickleinsmühle im Zuge der Gebietsreform in Bayern nach Obernzenn eingemeindet.

### Baudenkmal
- Haus Nr. 2: Wappenstein der Hölzleinsmühle bezeichnet „1715“.[5]

### Einwohnerentwicklung
| Jahr      | 001836 | 001840 | 001861 | 001871 | 001885 |
| Einwohner | 8      | 8      | *      | 12     | 8      |
| Häuser    | 1      | 1      |        |        | 2      |
| Quelle    | [ 7 ]  | [ 8 ]  | [ 9 ]  | [ 10 ] | [ 11 ] |

## Religion
Die Einwohner evangelisch-lutherischer Konfession sind nach Allerheiligen (Egenhausen) gepfarrt, die Einwohner römisch-katholischer Konfession sind nach Mariä Himmelfahrt (Sondernohe) gepfarrt.

## Weblink
- Hölzleinsmühle in der Ortsdatenbank des bavarikon, abgerufen am 19. August 2021.